# بورگتو دآروسچیا
بورگتو دآروسچیا (به ایتالیایی: Borghetto d'Arroscia) یک کومونه در ایتالیا است که در استان ایمپریا واقع شده‌است.

## خصوصیات
بورگتو دآروسچیا ۲۵٫۶ کیلومترمربع مساحت و ۴۷۱ نفر جمعیت دارد و ۱۵۵ متر بالاتر از سطح دریا واقع شده‌است.